# Castillo de Jarque
El castillo de Jarque es un castillo gótico situado en el municipio zaragozano de Jarque de Moncayo y que se encuentra en grave riesgo ruina.

## Historia
Tenemos noticias de la existencia de Jarque al menos desde 1147 cuando era conocido como Siarchum y existía una pequeña fortaleza. El lugar pasó por diversos propietarios hasta que en fecha desconocida pasó a ser señorío de los Fernández de Luna a los que perteneció hasta 1382 y que lo transformaron en residencia señorial. 
Más tarde pasó a depender de la familia Urrea y posteriormente de los condes de Aranda, que también realizaron modificaciones.

## Descripción
Los restos que hoy podemos contemplar podrían datarse en el siglo XIV. Tenemos ante nosotros una pequeña fortaleza de planta trapezoidal de unos 25 por 30 metros y que se alza en lo alto de un monte que domina la población y el valle del río Aranda. 
Está construido en mampostería con refuerzos de sillería en las esquinas y también en la base donde forma un suave talud. Presenta torreones de planta cuadrada o ligeramente semicircular en las esquinas, algunos de los cuales han sido reforzados con cemento. Los muros están rematados con almenas terminadas en pico y se abren en ellos numerosos vanos. La puerta de acceso está situada en altura y consiste en un arco de medio punto realizado en sillería. El interior se halla completamente en ruinas no pudiendo distinguirse el patio y las estancias. En uno de los lados se observa una depresión que pudo ser un aljibe. 
Se encuentra en un estado de conservación lamentable lo que hace que esté incluido en la Lista roja de patrimonio en peligro (España).